# Новокиевский
Новоки́евский — разъезд (тип населённого пункта) в Любинском районе Омской области. Входит в состав Новокиевского сельского поселения.

## Название
В 1928 году разъезд № 52.

## География
Примыкает к деревне Славинка.

## История
Основан в 1912 году. В 1928 году разъезд № 52 в административном отношении — в составе Славинского сельсовета Любинского района Омского округа Сибирского края.
В 2020 году, впервые за Уралом, на станциях Мариановка и Жатва, остановочных платформах Новокиевский и Густафьево (все — Омский регион) установлены над путями посты автоматизированного контроля грузовых составов. С помощью ультразвуковых, инфракрасных датчиков, видеокамер с высоким разрешением и других современных технологий инновационный прибор способен автоматически определить неисправности грузового вагона, пропущенного сквозь рамку.

## Население
| 2010 |
| ---- |
| 53   |

### Гендерный состав
По данным Всероссийской переписи населения 2010 года в гендерной структуре населения из 53 человек мужчин — 24, женщин — 29 (45,3 и 54,7 % соответственно).

### Национальный состав
В 1928 г. основное население — русские.
Согласно результатам переписи 2002 года, в национальной структуре населения русские составляли 92 % от общей численности населения в 74 чел..

## Инфраструктура
Личное подсобное хозяйство. В 1928 году разъезд № 52 состоял из 15 хозяйств.
Основа экономики — обслуживание путевого хозяйства. Действует платформа Новокиевский.

## Транспорт
Доступен автомобильным и железнодорожным транспортом.